# Montes Harbinger
Montes Harbinger är en samling av isolerade kullar på nordvästra delen av den sida av månen som är vänd mot jorden. Dessa kullar har fått sitt namn för att när solen går upp över månen, förkunnar dagsljuset här att dagen kommer att gry över den stora kratern Aristarchus väster om kullarna.
Montes Harbinger ligger vid månhavet Mare Imbriums västra kant. Formationen sträcker sig omkring 100 kilometer i nord-sydlig riktning och en kortare sträcka i öst-västlig riktning. Norr om Montes Harbinger ligger kratern Ångström. Precis i sydväst ligger den lavaöverflutna kratern Prinz, och norr om denna ligger ravinerna Rimae Prinz, som sträcker sig huvudsakligen i nord-sydling ledd i omkring 80 kilometer. Öster om Montes Harbinger, ute på Mare Imbrium, ligger den lilla kratern Artsimovich och öster om den ligger den större kratern Diophantus.